# Postopčák cizí
Postopčák cizí (Comptonia peregrina) je druh rostliny z čeledi vřesnovité a jediný druh rodu postopčák. Je to keř s neobvykle tvarovanými listy, poněkud připomínajícími listy kapradiny. Květy jsou nenápadné a bezobalné, uspořádané v jednopohlavných jehnědách. Postopčák pochází ze Severní Ameriky a v České republice je občas pěstován jako sbírková dřevina.

## Popis
Postopčák je opadavý, hustě větvený aromatický keř dorůstající výšky do 1 metru. Letorosty jsou hustě červenohnědě huňaté, větve později olysávají. Listy jsou podlouhlé čárkovitě podlouhlé až úzce kopinaté, 5 až 12 cm dlouhé, na každé straně s 10 až 16 zaokrouhlenými laloky, na líci žlutě tečkované a aromatické. Květy jsou jednopohlavné, bezobalné a nenápadné, uspořádané v jednopohlavných jehnědách. Samčí květy mají 4 (3 až 8) tyčinky. Na bázi každého samičího květu je 6 až 8 šídlovitých vytrvalých a za plodu zveličelých listenů. Kvete v dubnu až květnu. Jehnědy se po odkvětu mění v kulovitá, asi 2 cm velká plodenství obsahující oříšky se šídlovitými ostny.

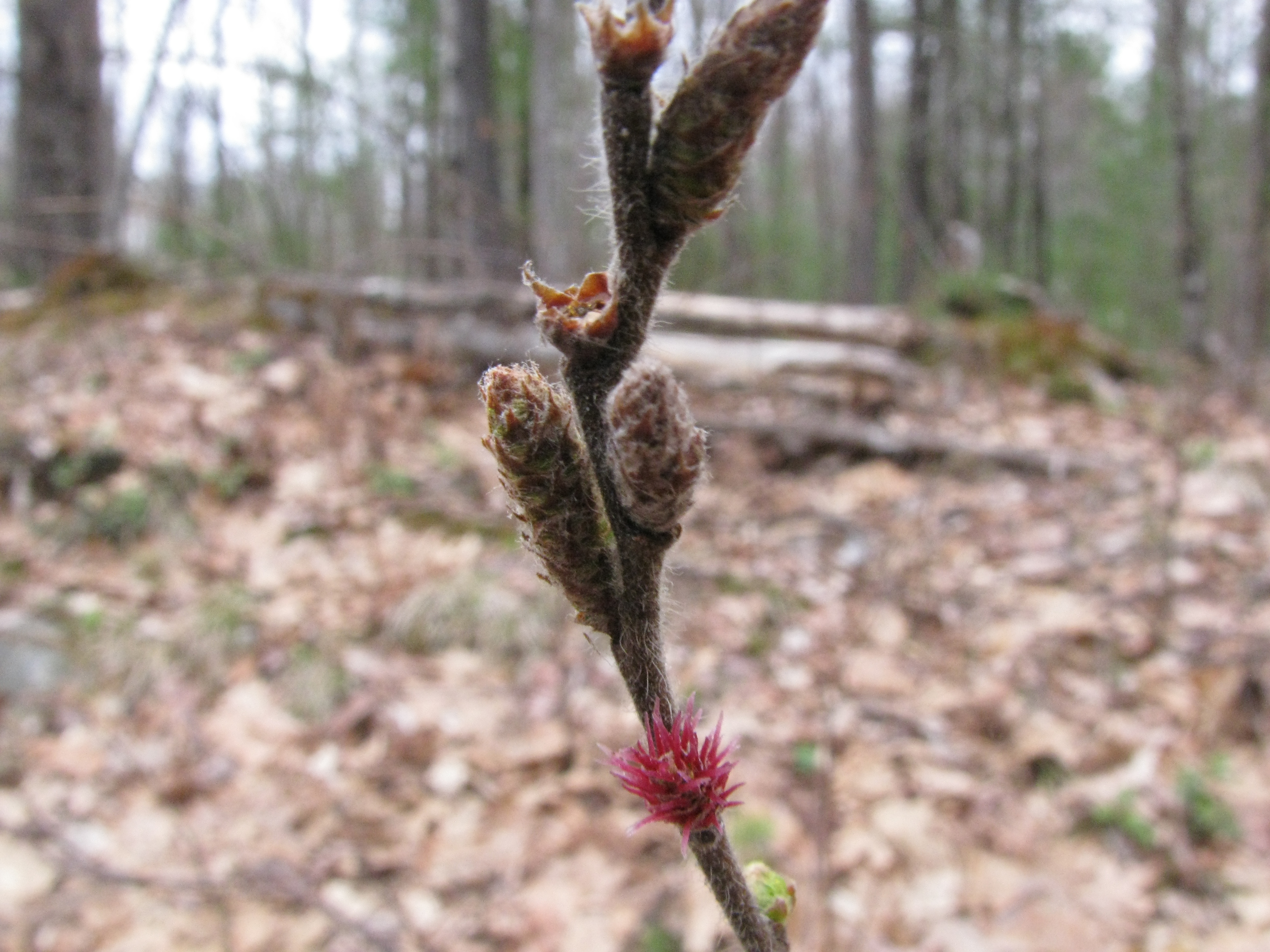
Nakvétající samčí a samičí květenství
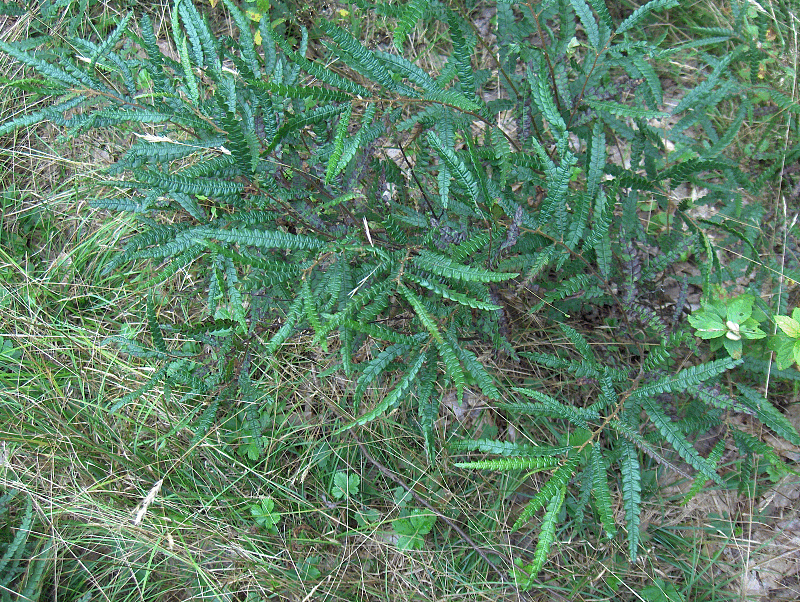
Celkový pohled
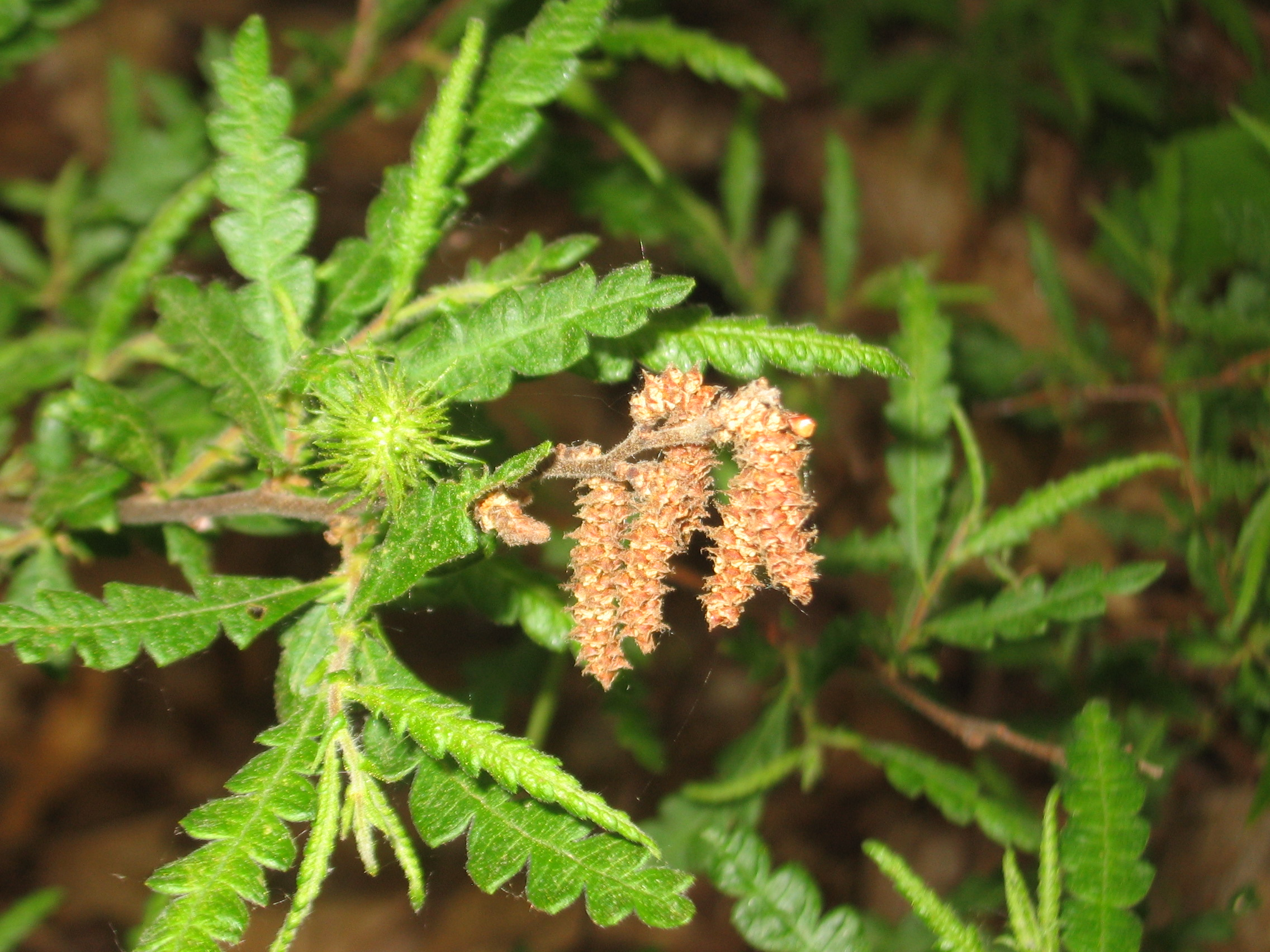
Odkvetlá samčí a samičí květenství
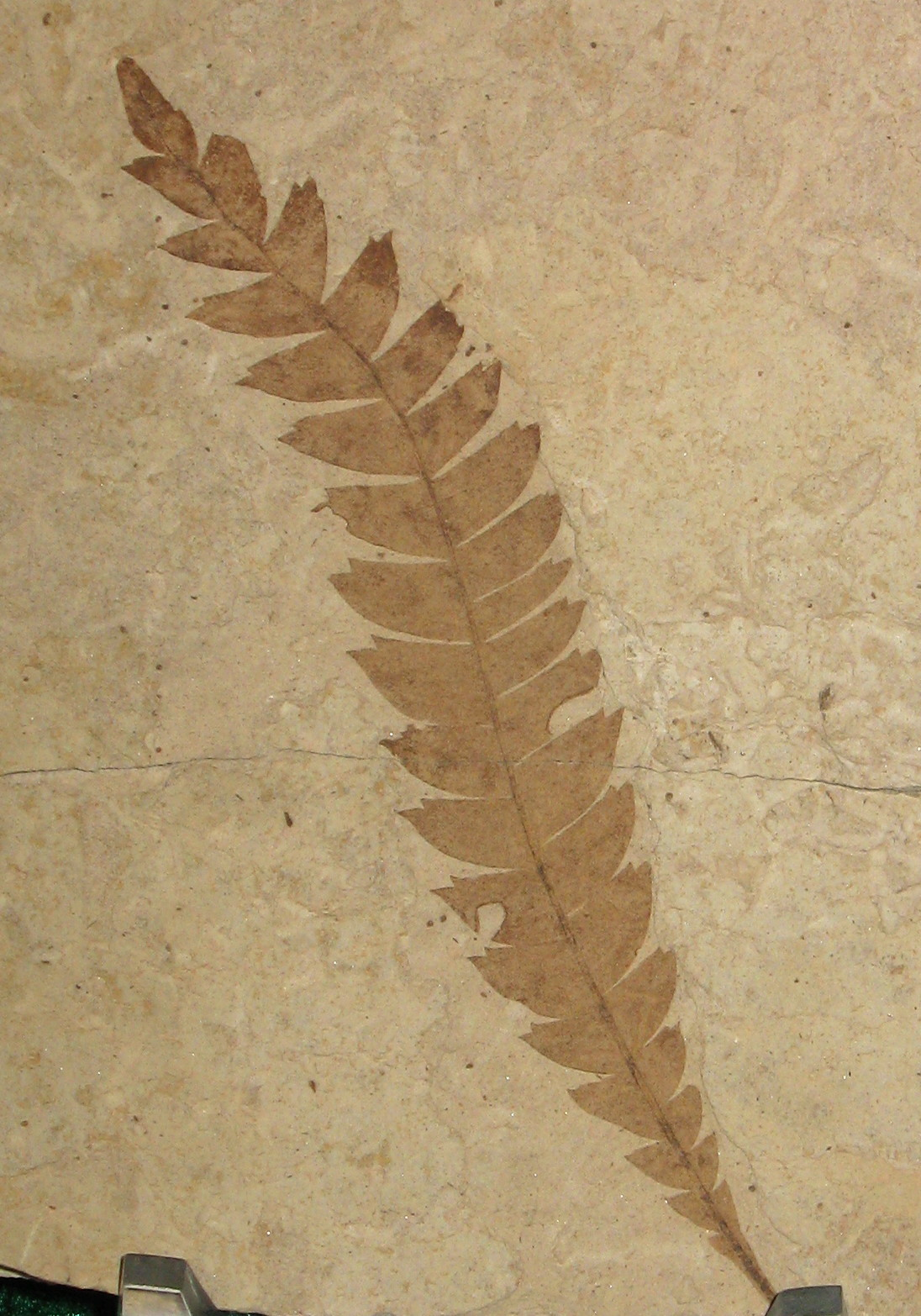
Fosilie vymřelého druhu Comptonia columbiana

## Rozšíření
Druh je přirozeně rozšířen ve východních oblastech USA. Roste jako podrost borových lesů na suchých, skalnatých a chudých půdách v nadmořské výšce 0 až 1800 m.

## Taxonomie
Druh poprvé popsal již Carl Linné v díle Species Plantarum z roku 1753, zařadil jej však do rodu Liquidambar jako Liquidambar peregrina. Do samostatného rodu Comptonia jej přeřadil John Merle Coulter v roce 1894.
Rod postopčák byl ve třetihorách rozšířen na celé severní polokouli, dokonce i v Grónsku. Poslední nalezené fosílie pocházejí ze
svrchní křídy.

## Význam
Mnohé původní indiánské kmeny využívaly postopčák jako obdobu kadidla při rituálech, při léčení, jako povzbuzující prostředek i jako jed.
Druh je zřídka pěstován i v ČR jako sbírková dřevina nápadná neobvyklými listy. Uváděn je ze sbírek Dendrologické zahrady v Průhonicích a Pražské botanické zahrady v Tróji.

## Pěstování
Postopčák prospívá v kyselých čerstvě vlhkých půdách v polostínu. Rozmnožuje se semeny vysévanými ihned po dozrání nebo kořenovými řízky, případně i letními řízky nebo dělením.